# Arthur Plamondon
Joseph Arthur Plamondon (* 9. Juni 1881 in Montreal; † nach 1939 in Saint-Denis, Frankreich) war ein kanadischer Sänger (Tenor) und Gesangslehrer.

## Leben
Plamondon studierte Klavier bei Émery Lavigne und Gesang bei Guillaume Couture. Er setzte seine Ausbildung in Paris fort, wo er auch Konzerte gab und die Sopranistin Alice Michot heiratete. Mit dieser kehrte er 1908 nach Montreal zurück. Dort gründeten sie die École de chant Plamondon-Michot. Zu ihren Schülern zählten Alice Raymond, Albertine Morin-Labrecque und Henri Prieur. 1920 kehrten beide nach Paris zurück, wo sie mit einer Unterbrechung von 1927 bis 1929 dauerhaft lebten. Plamondon starb nach 1939 im Internierungslager von Saint-Denis.
Plamondons Bruder Rodolphe Plamondon war wie sein Neffe Lucien Plamondon Cellist, der Neffe Ernest-Gill Plamondon Geiger und Dirigent. Mit Plamondon verwandt ist auch der Songwriter Luc Plamondon.